# 1996 AN15
1996 AN15 är en asteroid i huvudbältet som upptäcktes den 14 januari 1996 av Beijing Schmidt CCD Asteroid Program vid Xinglong-observatoriet.